# Augochloropsis pentheres
Augochloropsis pentheres är en biart som först beskrevs av Joseph Vachal 1903.  Augochloropsis pentheres ingår i släktet Augochloropsis och familjen vägbin. Inga underarter finns listade.